# Playa de Las Canteras
Der Playa de Las Canteras liegt im Nordwesten von Las Palmas de Gran Canaria  (Gran Canaria, Kanarische Inseln) im Stadtteil Santa Catalina. Er wird von den Einheimischen einfach Las Canteras oder Canteras genannt.

## Lage

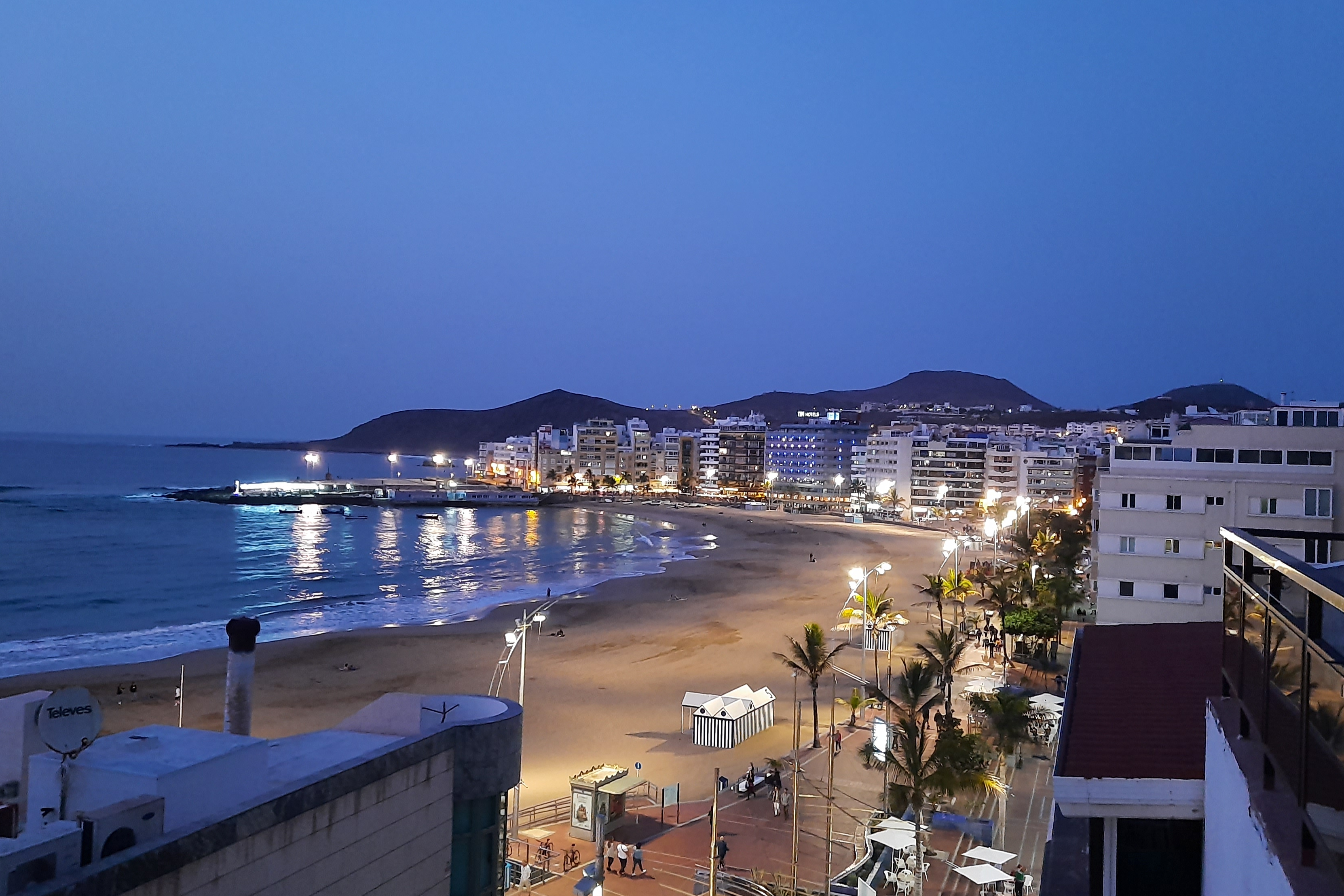
Las Canteras – Blick auf La Puntilla am Abend

In einem mehr als drei Kilometer langen Bogen spannt sich der Sandstrand westlich der Landenge von Guanarteme vom kleinen Kap Puntilla bis hinunter zum Konzertgebäude Auditorio Alfredo Kraus im Süden. Der Las Canteras ist der wichtigste Strand von Las Palmas und einer der wichtigsten Strände der Kanarischen Inseln. Dank des milden Klimas der Kanarischen Inseln wird der Strand zu jeder Jahreszeit zum Baden und für sportliche Aktivitäten genutzt. Die Wassertemperaturen liegen im Jahresdurchschnitt zwischen 19 und 23 Grad. Ein vorgelagertes Riff, die sogenannte Barra, verläuft parallel zum Ufer und bietet dadurch Schutz vor den Wellen des Atlantik. Nur im südlichen Teil in der Nähe des Auditorio Alfredo Kraus erreichen die großen Wellen den Strand. Hier ist der Treffpunkt der Surfer. Am wärmsten ist das Wasser vor der Puntilla, wo auch die kleinen Fischerboote auf den Strand gezogen werden. An den ruhigen Strandabschnitten können auch kleine Kinder baden. Parallel zur Playa de las Canteras verläuft die Promenade mit vielen Bars und Restaurants. Bei guter Sicht blickt man von dort bis hin zum Teide, dem höchsten Berg Spaniens auf der Nachbarinsel Teneriffa.
Das Vulkangestein am südlichen Ende der Bucht wurde früher als Steinbruch genutzt, um zum Beispiel das Baumaterial für die Kathedrale Santa Ana in der Vegueta von Las Palmas zu gewinnen. Hieraus leitet sich auch der Name der Bucht ab: Las Canteras bedeutet Steinbrüche.

## Geschichte
Die Landzunge von Guanarteme  verband die Berge der Halbinsel La Isleta im Nordosten mit dem Rest der Insel Gran Canaria. Auf der anderen Seite der Landzunge von Guanarteme liegt der Puerto de la Luz – der Hafen der Stadt Las Palmas. Noch 1850 war diese Landenge ein reines Sanddünenfeld, welches nur durch eine holprige Piste erschlossen war, um die Waren von und zu den Schiffen zu bringen. Durch den Westdünung wurde permanent neuer Sand heran gespült, der dann durch den Wind über die Landzunge getragen wurde und hierdurch die Dünen bildete. Der verbliebene Sand lagerte sich schließlich auf der windabgewandten Seite ab und formte auch dort neue Sandstrände. Heute findet man auf der Ostseite der Landzunge die Playa de Las Alcaravaneras. Sie ist etwa 550 Meter lang und bis 85 Meter breit. Ebenfalls auf der Ostseite der Landzunge befindet sich der Parque Santa Catalina der Hauptplatz des Stadtteils Santa Catalina.

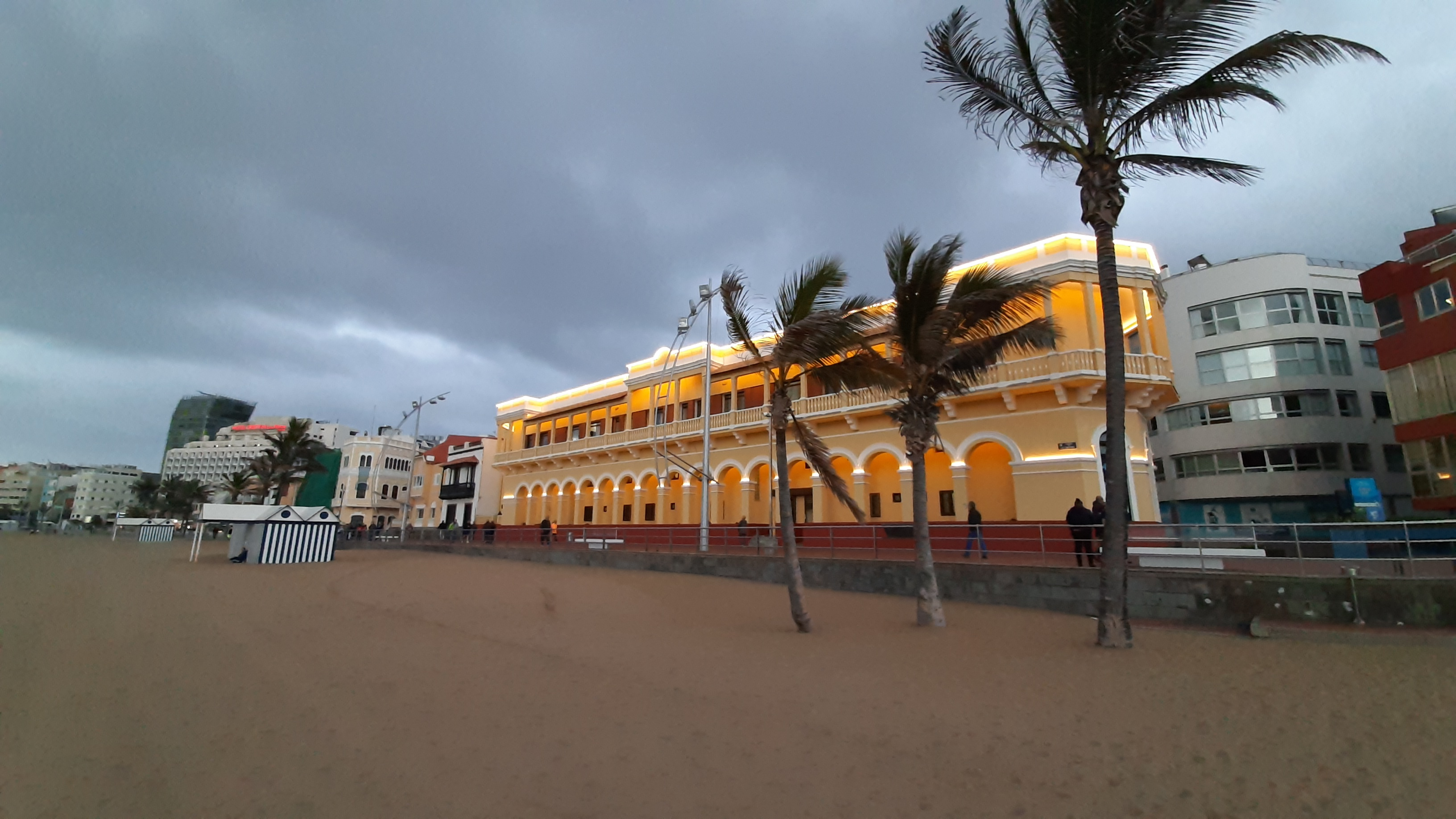
Hospital San Jose von 1891

Zu Beginn des Jahres 1883 begannen die Bauarbeiten des Hafens. Damit entstanden auch die ersten Urbanisierungspläne für diese Gegend. Der Architekt Francisco de la Torre entwarf im selben Jahr ein Projekt, welches vorsah, den Strand durch eine Straße zu erschließen. Er schuf damit die Voraussetzungen einer Fußgängerpromenade am Strand, wie man sie heute vorfindet. Wenige Jahre nach Genehmigung des Projekts wurden dort auch die ersten Häuser gebaut. Es waren hauptsächlich Sommerresidenzen für wohlhabende Familien. Noch heute findet man am Strand das 1891 gegründete Hospital San José.
Die Engländer und Franzosen waren die ersten, die Anfang des 20. Jahrhunderts den Tourismus nach Las Palmas brachten. Sie kamen auf die Insel, um in den Geschäften zu arbeiten, die im Puerto de La Luz gegründet wurden. Einige ließen sich schließlich in der Stadt nieder, wo sie eine wichtige Kolonie gründeten. Angelockt durch Plakate und Zeitungsinserate in der Heimat kamen um 1910 erste organisierten Gruppen aus Großbritannien zum Badespass nach Gran Canaria. 1920 wurde die Deutsche Las Palmas de Gran Canaria gegründet. Sie hatte ihre Adresse seinerzeit an der Playa de Las Canteras 80. Später zog sie dann in die benachbarte Calle Grau Bassas 19.
Seit den 1960er Jahren waren die Kanaren aus Nord- und Mitteleuropa mit Hilfe der neuen Flugverbindungen an einem Tag zu erreichen. Hierdurch erfuhr der Tourismus einen weiteren Schub. Insbesondere schwedische Touristen entdeckten den Las Palmas und den Las Canteras in dieser Zeit für sich.
Die ersten touristischen Einrichtungen, die in den 1950er Jahren am Strand eröffnet wurden, waren alte Häuser in der Gegend von La Puntilla. Diese wurden in Residenzen umgewandelt. 1964 entstand das Hotel Caracolas. Andere kleine Hotels und Residenzen folgten, wie das Hotel Verol, das 1967 eröffnet wurde. 1970 wurde Hotel Cristina eingeweiht. Eine weitere wichtige Institution, mit der das Cristina konkurrierte, war das 1965 eröffnete Hotel Reina Isabel.

## Bildergalerie Playa de Las Canteras

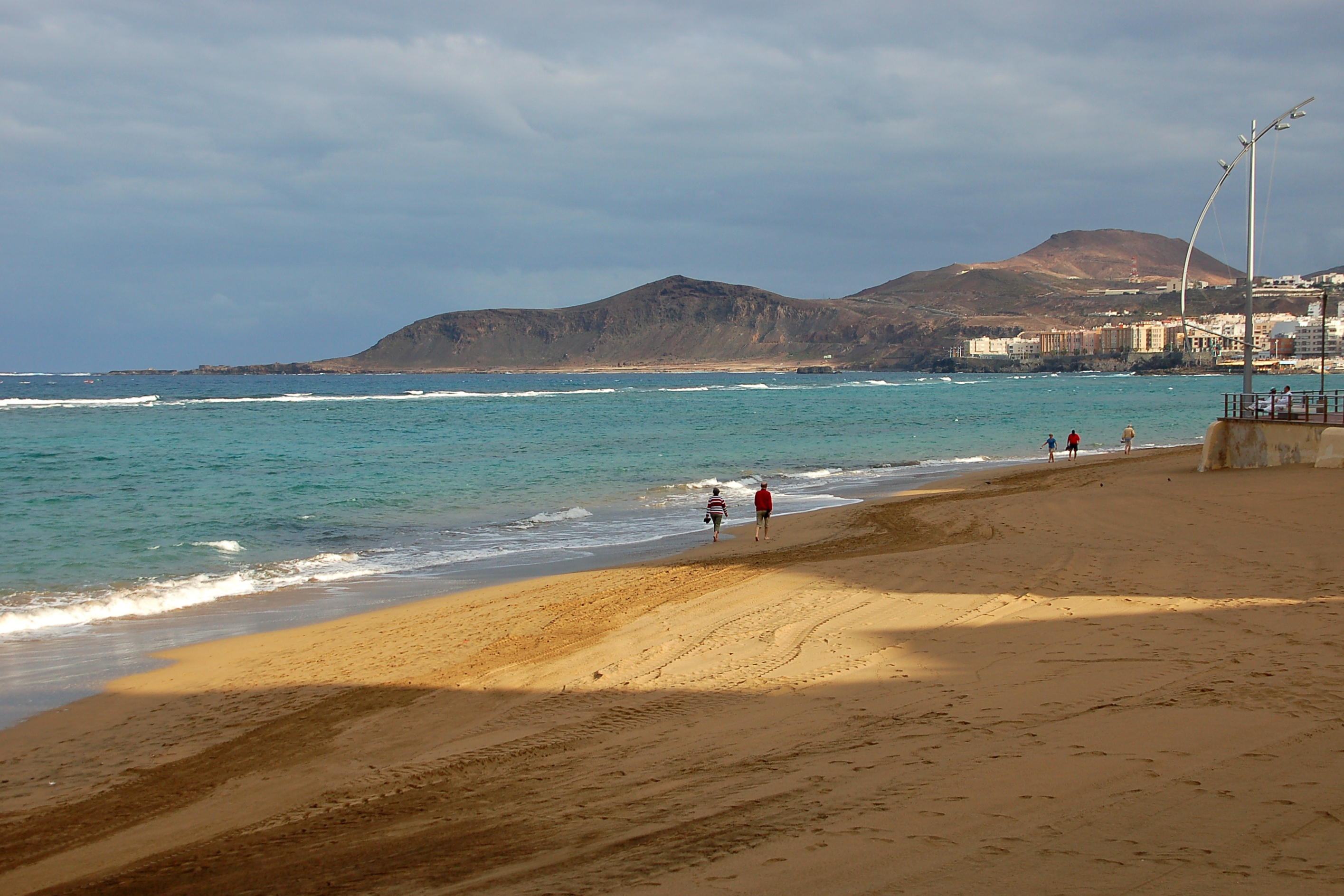
Strandspaziergang am Las Canteras
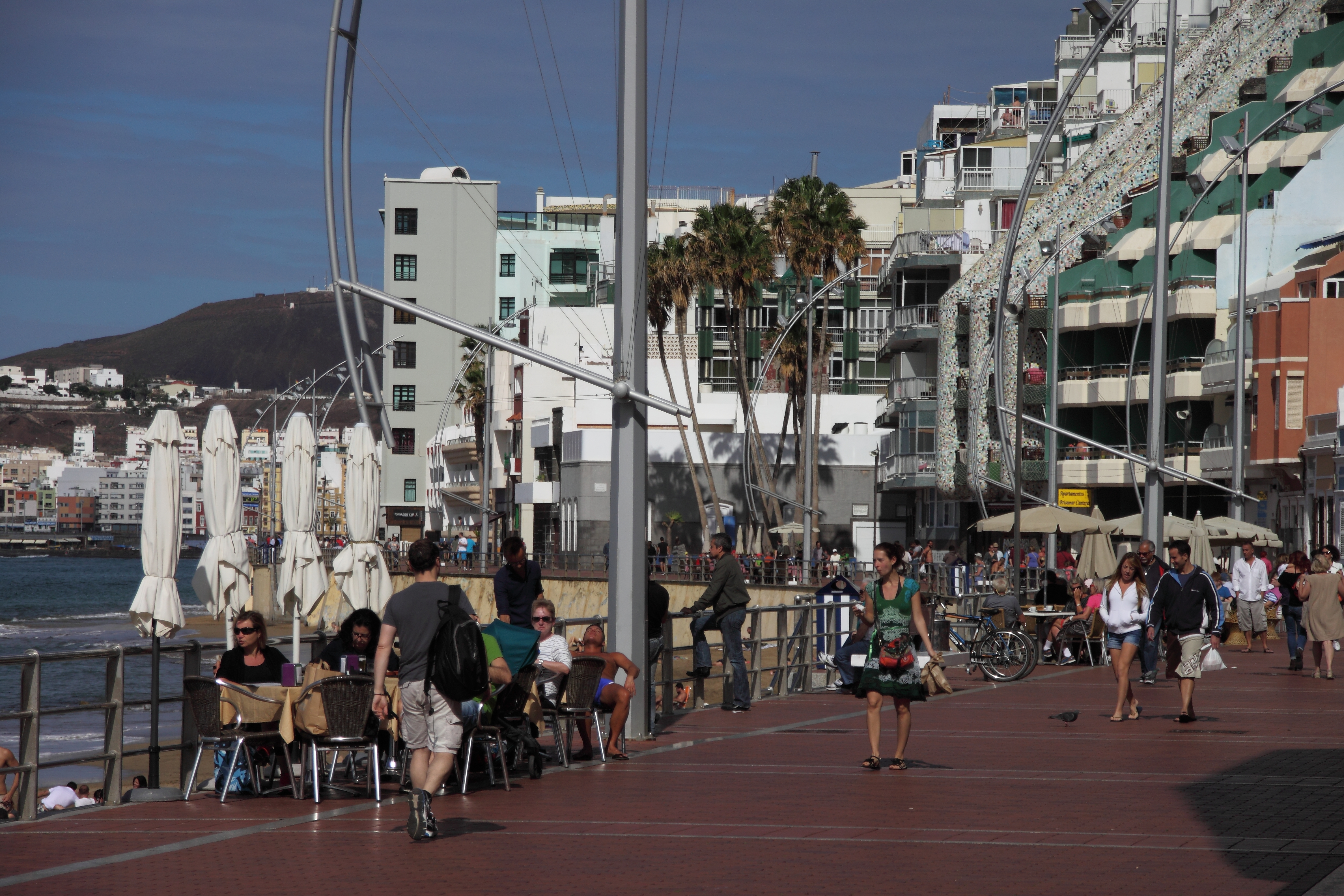
Strandleben am Paseo des Las Canteras
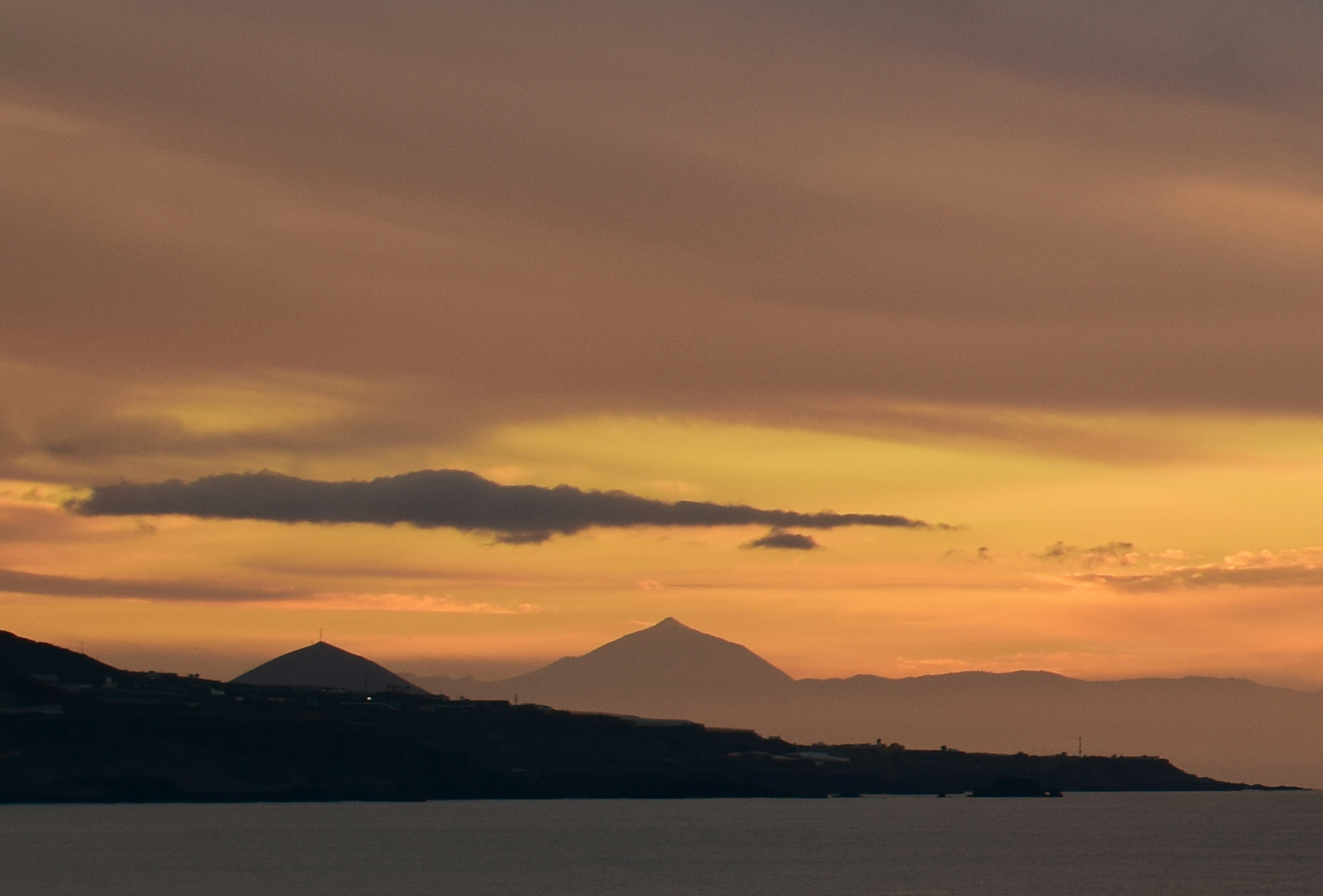
Blick auf Teneriffa mit dem Teide
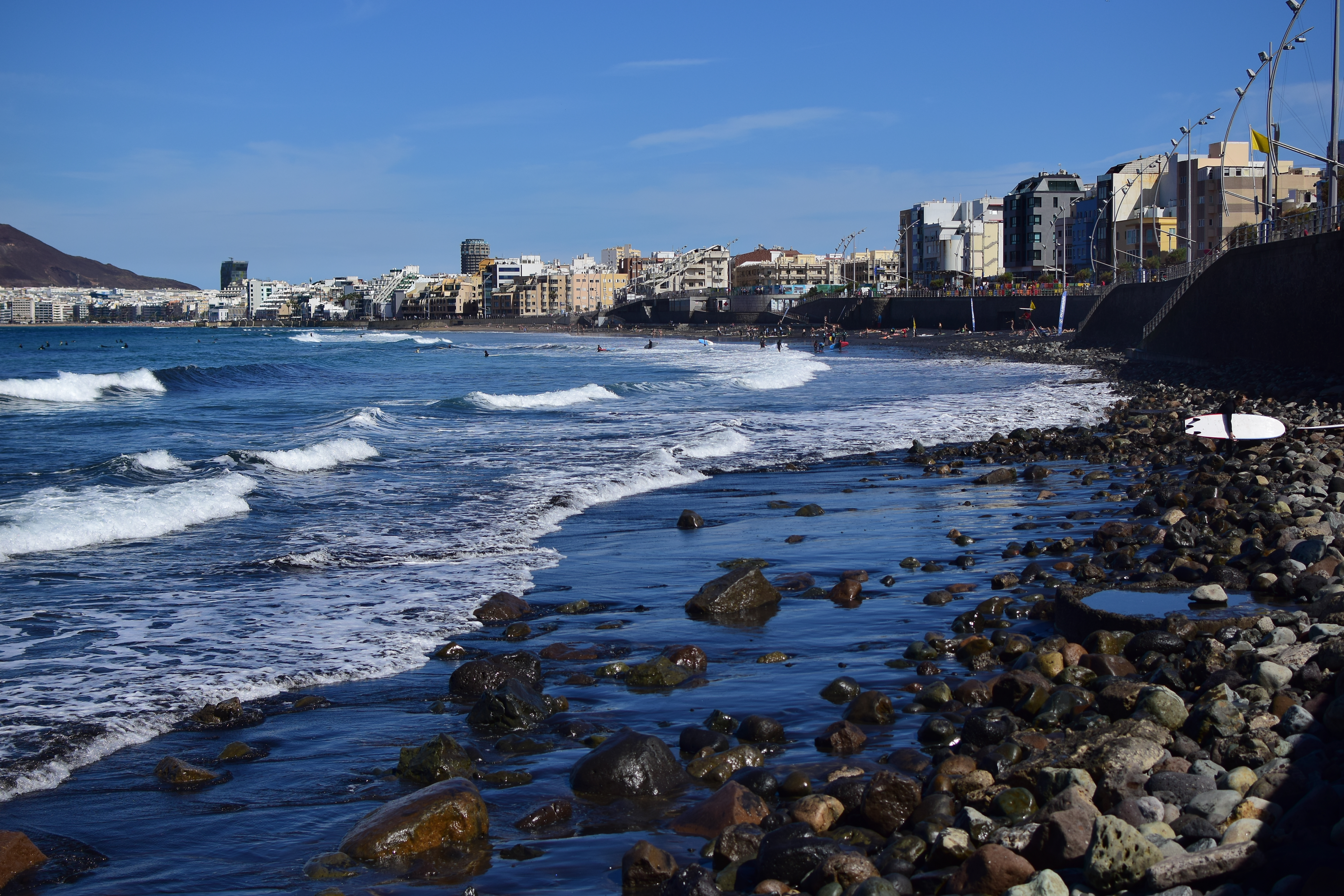
Blick vom Auditorio Alfredo Kraus zum Canteras